# Gare de Lachute
La  gare de Lachute à Lachute, Québec, est une ancienne gare du Canadien Pacifique. Importante ville industrielle , une première gare est construite en 1887 à Lachute, remplacée par l’édifice actuel, datant de 1929. Elle est agrandie en 1940.

## Histoire
Le chemin de fer a joué un rôle significatif dans le développement de la ville, attirant des rails du Canadien Pacifique et du Canadien National. Une industrie de filatures de laine et du sirop d'érable se développe .

## Patrimoine ferroviaire
Une première gare du Canadien Pacifique est construite en ville en 1887. La gare actuelle date de 1929. « L'édifice en brique rouge, de plan rectangulaire à un étage, est coiffé d'un toit à croupes. Les avant-toits supportés par des consoles se prolongent au-delà des murs. Les façades nord et sud comprennent un avant-corps excentré à deux étages couronné d'un toit à deux versants droits. » Elle se trouve au cœur du quartier commercial de Lachute . 
Elle est construite selon des plans élaborés en 1927 pour la gare de Shawinigan par le bureau de l'ingénieur en chef du Canadien Pacifique .
La gare est déclarée une Gare ferroviaire patrimoniale en 1992 et un Immeuble patrimonial par la ville en 2007. L'édifice illustre l'importance du chemin de fer dans le développement économique et démographique de la municipalité.
La gare est restaurée en diverses phases depuis 2005 (la toiture et une réparation des fenêtres, une restauration de l’intérieur de la gare et une restauration de la maçonnerie en 2010). Complétée en 2012, la gare sert la ville et la région comme bureau d'information touristique et pour centre de transport adapté et collectif, avec des accès pour les personnes à mobilité réduite .